# Barnum (Minnesota)
Barnum è un comune degli Stati Uniti d'America, situato nello Stato del Minnesota, nella Contea di Carlton.